# Trematodon semitortidens
Trematodon semitortidens är en bladmossart som beskrevs av Kyuichi Sakurai 1933. Trematodon semitortidens ingår i släktet tranmossor, och familjen Bruchiaceae. Inga underarter finns listade i Catalogue of Life.